# Patín Carrera en los Juegos Suramericanos de 2014: 300m Contrarreloj femenino
La prueba de 300m contrarreloj femenino de Patín Carrera en Santiago 2014 se llevó a cabo en el Patinódromo del Estadio Nacional el día 8 de marzo. Participaron 5 patinadoras.

## Resultados[1]
| #                 | País      | Patinadora      | Resultados |
| ----------------- | --------- | --------------- | ---------- |
| Medalla de oro    | Ecuador   | Ingrid Factos   | 26.785     |
| Medalla de plata  | Colombia  | Yersi Puello    | 26.834     |
| Medalla de bronce | Chile     | María José Moya | 26.862     |
| 4                 | Argentina | Rocío Berbel    | 27.091     |
| 5                 | Venezuela | Yarubi Bandres  | 27.361     |